# Музей новин в Україні
Музей новин в Україні[де?] ― спільний культурно-освітній проєкт «Телевізійної служби новин» каналу «1+1» і НКММК «Мистецький Арсенал». Експозиція, створена на честь 20-річчя ТСН, працювала з 2 до 26 березня 2017 року. Проект отримав нагороди на міжнародних преміях European Excellence Awards та PromaxBDA Awards, українській Effie Awards та увійшов до шорт-листа Shorty Social Good Awards.

## Про Музей новин
Це перший в Україні виставковий проєкт, присвячений новинам. Автором ідеї виступила агенція GresTodorchuk PR [Архівовано 31 березня 2017 у Wayback Machine.]. Над створенням виставки працювало понад 100 фахівців із різних галузей. Керівником проекту стала Ярослава Федорів. Експозиція розповіла про те, як створюються новини, як вони змінюють життя своїх героїв, а також розкрила таємниці рейтингів та внутрішню кухню виробництва новин. Крім того, у рамках виставки представили унікальні експонати, серед яких чернетка Акта проголошення незалежності України з особистого архіву Левка Лук'яненка, транспаранти, з якими українці виходили на вулиці столиці в дні здобуття незалежності України, дві інженерно-технічні нагороди (Scientific and Technical Academy Award) американської кіноакадемії Оскар, які отримав українець Анатолій Кокуш, «Кобзар», який український космонавт Леонід Каденюк брав із собою в політ, український прапор, який В'ячеслав Чорновіл вносив у Верховну Раду 24 серпня 1991 року, та багато чого іншого.

## Зали експозиції
На вході до «Мистецького Арсеналу» розмістилася пересувна телевізійна станція (ПТС), яка дає можливість побачити, в яких умовах створюють оперативні новини і здійснюють прямі ввімкнення, коли у світі відбувається щось значуще і журналісти стежать за цим у режимі реального часу. Чи не єдина ПТС, яка постійно працювала на майдані Незалежності під час Революції гідності, належала каналу «1+1». Також на вході до мистецького комплексу встановили елемент двигуна найбільшого вантажного літака-рекордсмена Ан-225 «Мрія». Сама експозиція зайняла десять виставкових залів.
Зала «Інтро»
Фотографії чотирьох революцій (Революції на граніті, акції «Україна без Кучми», Помаранчевої революції, Революції гідності) продемонстрували, як змінювалося суспільство, а разом із ним і самі новини.
Зала «Хаос»
У світі цілодобово мовлять 21 274 телевізійні станції, всі телестанції видають в ефір 85 000 годин матеріалу на день, у середньому 176 новин на день публікує сайт TSN.ua. Новини всюдисущі. Вони нас наздоганяють, ніколи не закінчуються та забирають стільки часу, скільки ми готові їм віддати. Як доказ цього, кілька десятків екранів у залі «Хаос» протягом всієї виставки транслювали новини з усього світу.
Зала «Виробництво»
Перш ніж подія стає новиною і потрапляє на екран телевізора, над нею працюють кілька сотень представників понад десятка професій. Зазвичай новину виготовляють менше ніж за добу, щоб вона на кілька хвилин, а часто і ще менше, з'явилася в телевізорі. Кілька моніторів у цій залі демонстрували ланцюжок виробництва новин: від організації зйомки, написання тексту, редагування і монтажу до студії, де вона потрапляє в ефір. Також у залі показали, як працює важливий для телебачення пристрій — піплметр, що вимірює телевізійну аудиторію.
Зала «Подія»
24 серпня 1991 року Україна стала незалежною. Як суспільство відреагувало на цю визначну новину, розповіла зала «Подія». Тут усі відвідувачі змогли стати свідками тієї пам'ятної дати та простежити, як вона змінила хід історії. Головним експонатом зали став 8-метровий прапор, який В'ячеслав Чорновіл разом з іншими депутатами заніс до Верховної Ради після прийняття Акта проголошення незалежності. Більше 25 років стяг не покидав стін парламенту. У Музеї новин він експонувався вперше. Чернетку Акта проголошення незалежності з особистого архіву Левка Лук'яненка також представили у музеї. Крім того, у залі «Подія» транслювали унікальну відеохроніку, а на спеціальних кубах можна було прочитати найпоширеніші реакції на звістку про здобуття незалежності. Також кожен відвідувач зміг відчути себе президентом України і скласти присягу на вірність українському народові, поклавши руку на Пересопницьке Євангеліє (у музеї представлена факсимільна копія). Оригінал цієї унікальної рукописної книги — один із перших перекладів староукраїнською мовою — зберігається в Національній бібліотеці імені Вернадського, і видають його тільки раз на 5 років для проведення церемонії інавгурації.
Зала 100 новин
Рейтинг «100 найважливіших новин України» за останні 26 років був складений за результатами голосування 30 фахівців різних галузей. Втім, відвідувачі музею мали змогу проголосувати за ті новини, які є найважливішими на їхню думку.
Також у залі були представлені унікальні експонати з понад 15 українських музеїв та приватних колекцій. Це транспаранти 90-х років, прапори та шарфи часів Помаранчевої революції, 30 касок із Євромайдану, обстріляні вивіски з зони АТО, захисний костюм та дозиметр із Чорнобиля, чемпіонський пояс за версією WBC Віталія Кличка, олімпійські медалі Лілії Подкопаєвої, тріумфальні статуетки Руслани та Джамали, «Кобзар», який Леонід Каденюк брав із собою в космос, технічний «Оскар», який отримав український інженер кінотехніки Анатолій Кокуш.
Зала «Статистика»
Зала розповідала про тонкощі телевиробництва мовою цифр. Наприклад, 84 людини зі 100 дізнаються новини по телевізору, а 5 українців зі 100 досі довіряють російському телебаченню. Ці та інші статистичні дані відвідувачі могли дізнатися з інформаційних стендів, а також почути найбільш вражаючі цифри з вуст голограми Алли Мазур, яка стала першим у Україні віртуальним тривимірним зображенням людини в повний зріст.
Зала «Телестудія»
Багато людей хоча б раз у житті мріяли спробувати себе у ролі ведучого новин, кореспондента чи бодай прочитати в ефірі прогноз погоди. Такою можливістю гості музею скористалися у відтвореній телестудії. Крім того, у залі були зони віртуальної реальності: за допомогою VR-окулярів можна було опинитися на трибуні Верховної Ради, у зоні АТО або у студії ТСН під час випуску новин.
Зала «Журналіст»
У цій залі відвідувачі побачили, як еволюціонувала відеотехніка, на прикладі чотирьох камер, які використовувала Національна суспільна телерадіокомпанія України у різні часи. Глядачам також продемонстрували спорядження військового оператора, яке важить понад 25 кілограмів. Тут розташувалася і віртуальна примірочна, у якій можна було «вдягнути» як бронежилет із написом PRESS, так і сукню для церемонії «Оскар». Інформаційні стенди зали «Журналіст» розказали про пригоди і правила життя найвідоміших кореспондентів ТСН.
Зала «Герой»
Новини можуть докорінно змінити життя своїх героїв. У цій залі зібрані історії людей, які свого часу привернули увагу багатьох телеканалів: Насті Овчар, яка потребувала лікування, незаконно засудженого Максима Дмитренка, авантюриста Андрія Слюсарчука, батька чотирьох дітей Володимира Мельникова і активіста Михайла Гаврилюка.
Зала «Гордість»
За 25 років незалежності українці пережили стільки подій, скільки в деяких націях припадає на життя кількох поколінь. За ці роки в Україні було безліч перемог та здобутків — спортивних, культурних, інженерних. Про них нагадує зала «Гордість». Тут нон-стоп відтворювалися відеозаписи найбільш вражаючих подій: набуття незалежності, встановлення світових рекордів літаком-гігантом «Мрія», багатотисячний концерт легенди української музики — гурту «Океан Ельзи», вихід збірної України у чвертьфінал чемпіонату світу з футболу, перемоги на «Євробаченні» та Каннському кінофестивалі тощо.

## Вибрані експонати Музею новин
Нагорода Руслани за перемогу на «Євробаченні»
Музей новин представив нагороду, яку Руслана отримала у 2004 році за перше місце у міжнародному пісенному конкурсі «Євробачення». Починаючи з 1956-го конкурс проводиться щороку та є одним із найдовших телевізійних шоу у світі.
«Коли я тримала нагороду, мене переповнювала гордість за Україну! Ми довели всім, що наша нація найталановитіша!» — поділилась враженнями Руслана.
Нагорода, яку отримують переможці конкурсу, неодноразово змінювала свій вигляд. Спочатку це були звичайні медалі, але з кожним роком дизайн ставав все складнішим, змінювалися і матеріали. Нагорода Руслани складається з кришталевої фігури та статуетки з мініатюрними прапорами країн усіх учасників змагання.
Чемпіонський пояс за версією WBC Віталія Кличка
У 2016 році Світова боксерська рада (WBC) оголосила Віталія Кличка вічним чемпіоном світу. За свою спортивну кар'єру Віталій провів 47 боїв, здобув 45 перемог (41 перемога нокаутом, чотири бої виграв за очками) і зазнав двох поразок.
Віталій став першим в історії боксу європейцем, який завоював титул чемпіона світу у важкій вазі за найпрестижнішою версією WBC (у 2004—2005 роках, у 2008 році і дотепер). У нагороду він отримав чемпіонський пояс, який свого часу належав Мухаммеду Алі та Майку Тайсону. Легендарний зелений пояс був представлений у Музеї новин в залі «Гордість».
Державний прапор України
Одним із найважливіших експонатів Музею новин став прапор, який 24 серпня 1991 року, у день проголошення незалежності України, група депутатів на чолі з В'ячеславом Чорноволом урочисто занесла до сесійної зали Верховної Ради. Прапор розміром 8х4 метри є державним символом України.
За словами очевидців, того дня перед Верховною Радою було два прапори: один із них, меншого розміру, принесли учасники путчу у Москві — з ним вони стояли під стінами Білого дому, а інший, більший, напередодні події пошили учасниці жіночої громади Народного Руху України.
«Прапор освятив на Софійській площі Патріарх УПЦ КП Володимир (Романюк). Процесія принесла величезне полотнище синьо-жовтого прапора під стіни Верховної Ради і передала його нам, народним депутатам. Всі ми клякнули на коліна і поцілували край знамена. Я тримав правий край прапора, а протилежний його кінець ніс В'ячеслав Чорновіл. Ми рушили зі знаменом до Верховної Ради», — згадує народний депутат Микола Поровський.
Елемент двигуна літака «Мрія»
Елемент одного з двигунів легендарного літака Ан-225 «Мрія» вперше представили у центрі Києва— він був частиною експозиції Музею новин. Вага експонату складає близько 6 тонн, а висота — 3,5 метри. Якщо пасажирський літак має лише два реактивних двигуни, то «Мрія» оснащена шістьма. Ан-225 є найбільшим літаком у світі — його вантажний відсік може вмістити 270 жирафів, 200 автомобілів Lanos або весь фюзеляж літака Boeing-737.
За час свого існування Ан-225 встановив 240 світових рекордів та встиг з'явитися під назвою «Antonov-500» у канадсько-американському кінофільмі «2012».
Літак був спроектований і побудований Конструкторським бюро ім. Антонова в 1984—1988 роках, а вже 21 грудня 1988 року здійснив перший політ. Вантажопідйомність літака становить 250 тонн, а за годину польоту він споживає близько 18 тонн пального. Першочерговим призначенням літака за радянських часів було перевезення космічного корабля «Буран» і ракет-носіїв «Енергія» до місця запуску. Проте всі необхідні перевезення були здійснені іншими літаками ще до завершення будування «Мрії». Ан-225 був лише раз задіяний у транспортуванні «Бурана». Саме тому «Мрію» не використовували за призначенням до 2001 року, поки компанія Antonov Airlines не почала застосовувати літак для перевезення вантажів.
Пересопницьке Євангеліє
Пересопницьке Євангеліє є одним із перших перекладів староукраїнською мовою канонічного Четвероєвангелія. Оригінал унікальної рукописної пам'ятки використовують раз на 5 років під час інавгурації президента у Верховній Раді. Поклавши руку на Пересопницьке Євангеліє, поклялися у вірності українському народу Леонід Кравчук та Леонід Кучма, Віктор Ющенко, Віктор Янукович та Петро Порошенко.
Робота над рукописною книгою була розпочата у 1556 році у Дворецькому монастирі князів Заславських при церкві Святої Трійці (нині це село Дворець Ізяславського району Хмельницької області). А закінчували фоліант у 1561 році вже у Пересопницькому монастирі при церкві Різдва Богородиці (нині це село Пересопниця Рівненської області).
Фоліант Пересопницького Євангелія складають 964 сторінки тексту. Вага книги — 9,3 кг.
З 1947 року оригінал книги зберігається у Національній бібліотеці ім. Вернадського у Києві.
У Музеї новин представили факсимільне видання Пересопницького Євангелія, виготовлене у 2008 році. Факсиміле — це точне відтворення рукописної книги з усіма особливостями оригіналу: малюнками, фактурою паперу чи позначками на полях.
Технічні «Оскари» інженера-кінотехніка Анатолія Кокуша
Мало хто знає, що у 2006 році українці отримали одразу двох «Оскарів». Вперше в історії незалежної України науково-технічну нагороду Американської Академії кіномистецтв і наук отримав український інженер Анатолій Кокуш разом із колегами Юрієм Поповським та Олексієм Золотарьовим. Першу нагороду отримав особисто Кокуш — за створення і розробку серії операторських кранів «Каскад». Друга нагорода дісталася Анатолію і його колегам за операторський кран «Авторобот» і панорамну камеру Flight Head, здатну плавно обертатися на 360 градусів. За допомогою цих конструкцій були зняті такі фільми як «Титанік», «Місія нездійсненна 3», «Містер та місіс Сміт», «Форсаж», «Гаррі Поттер та Орден Фенікса».
«Коли я 20 років тому в Україні створив найдовший у світі кран, у мене було дві мрії: перша — щоб його помітив хто-небудь, а друга — дістати ним до Голівуду. І тільки того вечора обидві мої мрії здійснилися».
Церемонія вручення науково-технічної нагороди проводиться за два тижні до головної церемонії «Оскар», а сама нагорода складається з бронзової статуетки, вкритої золотом чистотою 24 карати, та прямокутної підставки з гравіруванням опису досягнення та іменем винахідника.
Медалі олімпійської чемпіонки Лілії Подкопаєвої
Музей новин вперше в Україні представив олімпійські медалі чемпіонки зі спортивної гімнастики Лілії Подкопаєвої. Дві золотих та одну срібну медаль спортсменка отримала у 1996 році на Олімпійських іграх в Атланті (США), що стали першими для збірної незалежної України. Товщина кожної медалі становить 5 міліметрів, а вага — 180 грамів.
За свою спортивну кар'єру Лілія Подкопаєва стала володаркою 45 золотих, 21 срібної та 14 бронзових медалей тільки на міжнародних змаганнях і тричі отримувала титул абсолютної чемпіонки світу. Авторський елемент Лілії — подвійне сальто вперед із поворотом на 180 градусів — досі не вдалося повторити нікому в світі.
В Атланті українці завоювали 9 золотих, 2 срібні і 12 бронзових медалей. Саме з цих змагань почався шлях зірок великого спорту України: Володимира Кличка, Катерини Серебрянської, Лілії Подкопаєвої, Ігоря Матвієнка та інших. Ці герої Олімпіади в Атланті сформували образ України на міжнародній спортивній арені.
Космічний «Кобзар»
Одним з експонатів зали 100 новин був «Кобзар» Тараса Шевченка, який побував у космосі разом із першим космонавтом незалежної України Леонідом Каденюком. Окрім «Кобзаря», дослідник взяв із собою також портрет Тараса Шевченка, тисячолітній тризуб, три прапори України, знімки Сергія Корольова і Юрія Кондратюка та 24 аудіокасети.
У 1997 році Леонід Каденюк взяв участь у космічному польоті на американському шатлі «Колумбія». Політ космічного екіпажу тривав 16 діб. Леоніда та ще 8 членів команди обрали з понад 3000 претендентів. У 2009 році Каденюк написав книгу «Місія — Космос», у якій розповів про свій незабутній досвід.
Машина волонтерів «Сирник»
У рамках Музею новин експонувався легковий автомобіль волонтерської організації «Армія SOS». Машину волонтери ласкаво називають «Сирник». Сирнику близько 32 років, але волонтери й досі на ньому їздять.
«Серед усіх машин, на яких доводилося їздити, найбільше я впевнена саме у Сирнику, адже з усіх критичних ситуацій на фронті вивозив нас саме він. Ми вважаємо Сирника рядовим волонтером „Армії SOS Дніпро“, частиною нашої великої сім'ї», — розповідає волонтер Аліна Михайлова.
Сирник приїхав на війну в Україну з Португалії. Це була одна з перших автівок, які висилали з-за кордону. Бойове хрещення машина пройшла у місті Мар'їнка Донецької області. Будинок, біля якого стояла автівка, потрапив під обстріл ворожого танку. Волонтери встигли сховатися в підвал, проте авто сильно постраждало: два пробитих колеса, вибиті уламками вікна та пробитий паливний бак.
Останні півкубометра російського газу
Музей новин представив експонат, в якому зберігаються останні півкубометра російського газу. Цього об'єму вистачить для приготування 1 кг вермішелі, 17 яєшень або 6 порцій котлет, а його собівартість становить майже 3,5 грн.
Україна припинила купувати газ у Росії восени 2015 року — інсталяція символізує розірвання газових відносин із Росією. Її виготовили у компанії «Укртрансгаз» для благодійного аукціону, який проводили у грудні 2016 року, щоб зібрати кошти для дитячого будинку в Сєвєродонецьку. Лот було придбано компанією «Еру Трейдінг».

## Рейтинг «100 найважливіших новин України»
Напередодні відкриття першого в Україні Музею новин, присвяченого 20-річчю ТСН, було проведене експертне опитування 30 провідних фахівців різних галузей, які обрали 100 найважливіших новин сучасної України.
Підґрунтям для цього дослідження стала інформаційна картина за останні 26 років. Команда проекту зібрала всі важливі новини і розбила їх за темами — політика, спорт, культура та інші. Джерел новин було кілька: це книги істориків Георгія Касьянова та Ендрю Вілсона, політолога Пола Д'Аніері, економіста Андерса Аслунда, архіви tsn.ua та інших видань. Таких новин набралося більше п'ятисот. Після того редакційна група ТСН проаналізувала цей список і залишила 182 новини, які давали цілісну картину життя країни, її побуту, різних галузей діяльності.
Саме з цих 182 новин був складений опитувальник, у якому експерти оцінили важливість кожної новини за шестибальною шкалою — від «зовсім неважливо» до «дуже важливо».
«Визначити важливість новини виявилося непросто, — зізнається головний редактор Музею новин Гліб Гусєв. — Адже за 25 років незалежності Україна пережила таку кількість подій, яка в інших країнах припадає на життя декількох поколінь. Після численних обговорень та дискусій ми вирішили вважати важливою ту новину, що відповідала трьом критеріям: дала громадянам України почуття єдності, виявилася знаковою для сприйняття України в світі і визначила шлях України на роки вперед».
Найголовнішою експерти визнали новину про те, що 18 березня 2014 року — Російська Федерація анексувала Крим.
ТОП-10 рейтингу найважливіших новин виглядає так:
1. 18 березня 2014 року — Російська Федерація анексувала Крим.
2. 30 листопада 2013 року — бійці спецпідрозділу МВС «Беркут» розігнали протестувальників на Майдані. Почалася Революція гідності.
3. 20-22 лютого 2014 року — спецпідрозділи і снайпери розстріляли Самооборону на вул. Інститутській. Віктор Янукович утік до Криму.
4. 1 грудня 1991 року — Україна проголосувала за незалежність на референдумі. Леоніда Кравчука обрано першим президентом.
5. 22 листопада 2004 року — ЦВК повідомила, що Віктор Янукович лідирує в другому турі президентських виборів. Починаються масові протести, Помаранчева революція охоплює Київ і регіони.
6. 28 червня 1996 року — у парламенті закінчилася «Конституційна ніч»: депутати прийняли пострадянську Конституцію України.
7. 22 січня 2014 року — перші насильницькі смерті на Майдані, загинули Сергій Нігоян і Михайло Жизневський.
8. 12 квітня 2014 року — група Ігоря Стрєлкова захопила відділення МВС, СБУ і міськраду Слов'янська; наступного дня оголошено початок АТО.
9. 16 вересня 2000 року — працівники міліції вбили журналіста Георгія Гонгадзе.
10. 17 липня 2014 року — літак рейсу МН17 був збитий ракетою ЗРК «Бук», випущеною з території, контрольованої проросійськими силами.
З повним рейтингом можна ознайомитися на сайті ТСН.

## Додатково

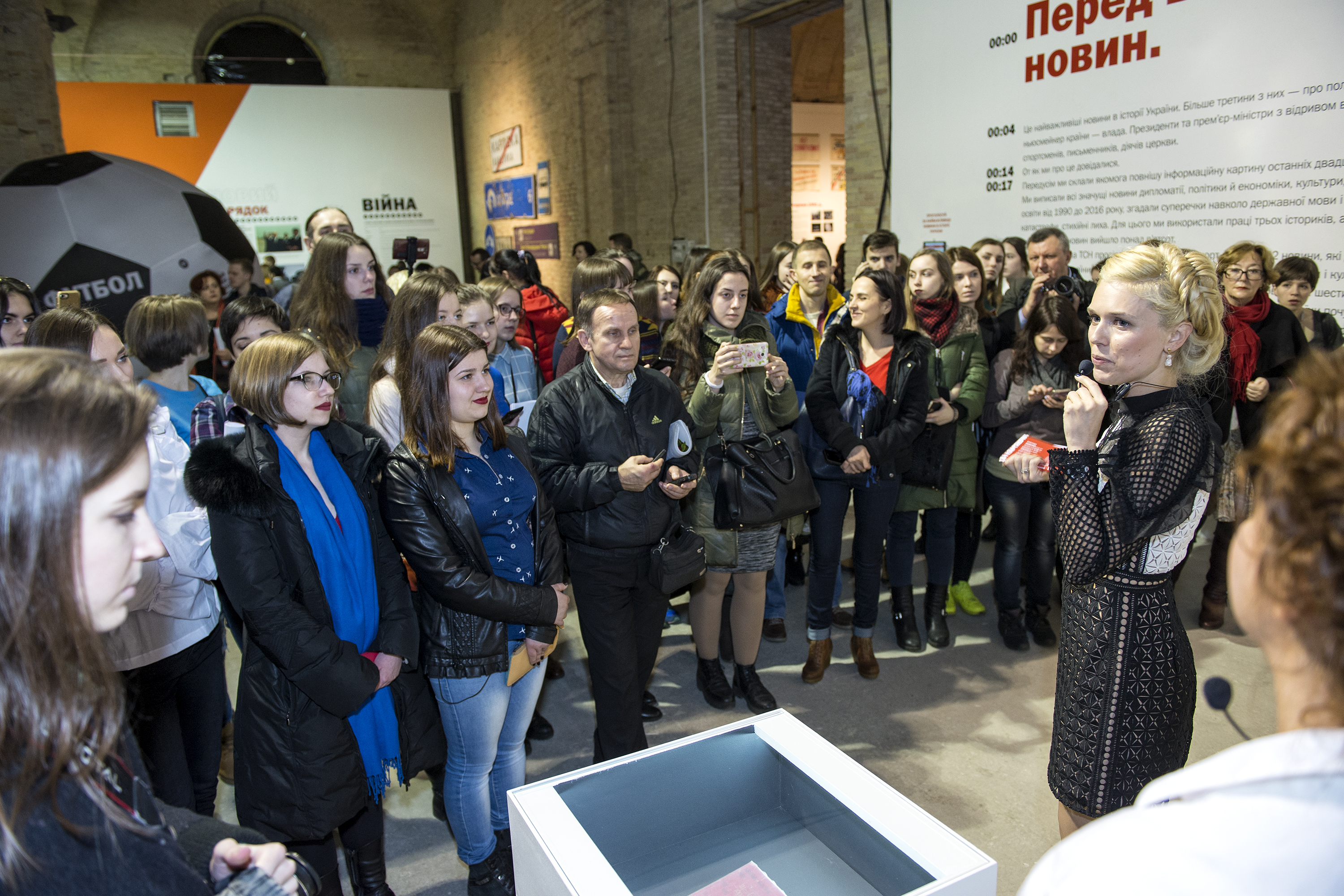
Ярослава Федорів веде екскусрію у Музеї новин

Музей новин протягом трьох тижнів відвідали багато зіркових гостей: телеведучі Алла Мазур, Соломія Вітвіцька, Марічка Падалко, Анатолій Анатоліч, Руслан Сенічкін, Дмитро Комаров, музиканти Євген Галич, Юлія Саніна, Олег Скрипка, Марічка Бурмака, Дмитро Шуров, політики Рафат Чубаров, Ірина Геращенко, Дмитро Кулєба, Григорій Зубко та інші.

### Враження зіркових відвідувачів від Музею новин
Євген Галич, лідер гурту O.Torvald: «Музей новин ― це дуже незвичне словосполучення, про яке я раніше навіть не підозрював. Можна зрозуміти, що таке музей авіації чи сучасного мистецтва, але складно уявити, як можна зафіксувати у виставковому просторі новини. Мені було дуже цікаво тут все порозглядати та почитати. Інтерактивні інсталяції вражають. Моя порада майбутнім відвідувачам ― спокійно походити по кожному залу та прочитати всю корисну інформацію».
Олег Скрипка, лідер гурту «ВВ»:
«Телебачення наразі багато хто вважає мистецтвом. Воно за всі ці роки дуже змінилося і трансформувалося. Тому не дивно, що зараз створили цілий Музей новин. Країна народжує новини щомиті. І на цій виставці можна побачити, наскільки новини впливають на формування нашого суспільства. Це неймовірно цінно».
Соломія Вітвіцька, ведуча ТСН:
«Музей новин ― це дуже цікава та несподівана для України ідея, а також вражаюче її втілення. Люди, котрі щодня дивляться новини, на сто відсотків зможуть відчути ту атмосферу, яка панує за лаштунками телевізійної студії, а також побачити зворотний бік репортерської та операторської роботи. Тут є відповіді на всі питання щодо виробництва новин. Я скрізь натикаюся на знайому лексику, експонати та навіть декорації. А третього березня ми з Марічкою Падалко взагалі проводили всі випуски ТСН із Музею новин».
Марічка Бурмака, співачка:
«Я була учасницею багатьох тих подій, про які знімали новинні сюжети. Тому зараз мені хочеться просто пройтися, щоб усе це перечитати і передивитися. ТСН ― це вищий пілотаж новинної журналістики, що й казати. Тому це і для мене велика честь постояти за цим столом та сфотографуватися на місці наших телеведучих. Сьогодні є багато каналів новин, тому потрібно просто мати голову на плечах, треба вміти аналізувати ― і тоді людина може сама зробити правильні висновки. Або ж треба вибрати джерело інформації, якому вона довіряє. Звісно, треба все одно перевіряти інформацію, але ти не можеш довіряти просто кнопці на телевізорі. Ми можемо довіряти тільки певним людям, які працюють у ЗМІ».
Катерина Бабкіна, письменниця:
«Мені сподобалася тут робота з наповненням і велика кількість даних. Це цікаво експоновано, виведено в якісь цифри і картинки, з якими просто взаємодіяти кожному глядачу. Ще мені подобаються зони розваг: фотозона, доповнена реальність, такі всі приємності, що полегшують людям перебування в музеї, тому що це інтелектуальна напруга, до якої не всі звикли».
Тоня Матвієнко, співачка:
«Це вражає! Це так масштабно! Я дуже вдячна, що канал зберігав такі найяскравіші моменти історії України ― вони можуть бути і позитивні, і негативні. Це не просто новини, це маленька історія нашої незалежної України. Людям повинно бути дуже цікаво, бо зазвичай ми читаємо історію, а тут все-таки є візуалізація. Тут є емоція, і ми бачимо хід новин, бачимо, що відбувалося колись і зараз, бачимо, як ми змінилися. Деякі моменти ми навіть забуваємо, але такі речі не треба забувати».